# Hiệp hội hãng hàng không châu Âu
Hiệp hội hãng hàng không châu Âu (tiếng Anh = Association of European Airlines, viết tắt là AEA) là tổ chức gồm 33 hãng hàng không châu Âu. Mục đích của Hội là đại diện cho quyền lợi của các hội viên trong Liên minh châu Âu và các Tổ chức quốc tế khác. Năm 2005 các hội viên của Hiệp hội đã chở 346.475.239 lượt khách.
Hiệp hội được thành lập và bắt đầu hoạt động từ năm 1952 khi các chủ tịch của Air France, KLM, Sabena Airlines và Swissair lập nhóm khảo sát liên hợp. Ngày nay Hiệp hội gồm nhiều hãng hàng không lớn như British Airways, Lufthansa, Air France, Alitalia, KLM, Iberia Airlines và Czech Airlines.

## Các hội viên
| - Adria Airways - Aer Lingus - Air France - Air Malta - Alitalia - Austrian Airlines - British Airways - Brussels Airlines - Cargolux - Croatia Airlines - Cyprus Airways - Czech Airlines - Finnair - Iberia Airlines | - Icelandair - KLM - LOT Polish Airlines - Lufthansa - Luxair - Scandinavian Airlines System - Swiss - TAP Portugal - TAROM - Turkish Airlines - Ukraine International Airlines - Virgin Atlantic Airways |